# Deadguy
Deadguy was een Amerikaanse metalcore-band uit New Brunswick (New Jersey). De band werd in 1993 opgericht en in 1997 ontbonden. De band wordt geacht een belangrijke rol te hebben gespeeld in de ontwikkeling van het metalcore fusion-genre, waarbij hun enige studioalbum Fixation on a Co-Worker door sommigen wordt aangehaald als een klassieker binnen het genre. In 2006 nam het tijdschrift Decibel het album op in zijn "Hall of Fame" -lijst.

## Bezetting
Laatste bezetting
- Chris 'Crispy' Corvino (gitaar, achtergrondzang, 1994-1997)
- Dave Rosenberg (drums, 1994-1997)
- Tim "Pops" Naumann (leadzang, 1996-1997; basgitaar, 1994-1996)
- Jim Baglino (basgitaar, 1996-1997)
- 'Big' Chris Pierce (gitaar, 1997)

Voormalige leden
- Tim 'Swinger' Singer (leadzang, 1994-1996)
- Keith Huckins (gitaar, 1994-1996)
- Tom Yak (gitaar, 1996-1997)

## Geschiedenis
Deadguy, opgericht in 1994, liet zich inspireren door bands als Unsane en Today is the Day. De band dankt hun naam aan een regel uit de John Candy-film Only the Lonely. De band bracht dat jaar alleen al de twee 7-inch lange stukken Work Ethic en White Meat uit. Hoewel niet zo algemeen bekend als sommige van hun leeftijdsgenoten, heeft Deadguy bewezen zeer invloedrijk te zijn op moderne hardcore en metal, zoals blijkt uit hun enige echte studioalbum Fixation On A Co-Worker, dat in juli 2006 werd opgenomen in het Decibel-tijdschrift Hall of Fame .
De band begon aan een noodlottige Amerikaanse tournee ter ondersteuning van Fixation on a Co-Worker, die werd geplaagd door vreselijke boekingen en gebrek aan geld. De band versplinterde tijdens het westelijke deel van de tournee, toen Keith Huckins en Tim Singer de band verlieten en naar Seattle, Washington verhuisden om Kiss It Goodbye te formeren. De resterende leden (Tim Naumann, Chris Corvino en Dave Rosenberg) rekruteerden vervolgens Tom Yak en Jim Baglino (respectievelijk op tweede gitaar en bas). Na de bezettingswijzigingen, schreef en nam Deadguy Screamin' op met het Deadguy Quintet. Ter ondersteuning van de ep volgde een Amerikaanse tournee met Bloodlet. De tournee was slopend maar succesvol en Tom Yak verliet de band kort daarna en de rest van Deadguy rekruteerde Doc Hopper-lid Chris Pierce om hem te vervangen. Ze speelden hun laatste show in New Brunswick in 1997. Pierce runde later de opnamestudio Technical Ecstacy in New Brunswick, die veel lokaal bekende acts zoals The Ergs opnam en zijn oude Deadguy-connecties gebruikte om "Pops" te krijgen om gastzang te doen op hun nummer Maybe I'm The New Messiah tijdens het opnemen van hun benchmarkalbum Dorkrockcorkrod.

## Discografie

### Albums
- 1995: Fixation on a Co-Worker (Victory Records)

### Ep's
- 1994: White Meat 7" (Dada/Popgun Records)
- 1994: Work Ethic 7" (Engine/Blackout Records) (cd-editie met tracks van White Meat, uitgebracht via Blackout in 2002)
- 1996: Screamin' with the Deadguy Quintet (Victory Records)

### Livealbums
- 2000: I Know Your Tragedy: Live at CBGBs (Hawthorne Street Records)